# Cullen (Écosse)
Cullen (gaélique écossais : Inbhir Cuilinn) est un village et ancien burgh royal de Moray, en Écosse, situé sur la côte de la mer du Nord, à 32 km à l'est d'Elgin. Le village a une population de 1 327 en 2001. Cullen est notablement plus actif en été, ce qui est dû au nombre de maisons de vacances présentes. Les organes de la femme de Robert Ier d'Écosse sont prétendument enterrés dans sa vieille église (kirk) dans les environs. Robert Ier d'Écosse fit un paiement annuel en gratitude pour le traitement du corps de sa femme. Le non-paiement de cette somme a été récemment[Quand ?] proposé par le gouvernement et réglé en faveur du village.
Le village est connu pour son cullen skink, une soupe traditionnelle faite de haddock, lait, patates et oignons. Il est aussi connu pour ses anciens ponts ferroviaires, dont deux font dorénavant partie du réseau national de cyclisme. Ces ponts, bien que coûteux, ont été rendus nécessaires par la résistance de la population pour éviter que les lignes approchent plus de la Maison de Cullen. Le pont ouest, de loin le plus grand, est très photogénique et apparait souvent dans les calendriers écossais. Près de Cullen se trouve la colline de Bin of Cullen, qui est visible de loin, comme depuis le Longman Hill.

## Histoire

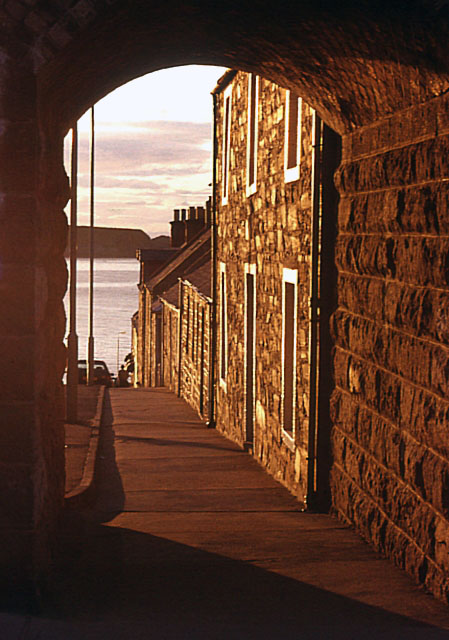
Vue depuis la petite arche du viaduc ferroviaire à travers Seafield Street.

Culle a une longue histoire, remarquablement bien documentée grâce à la survie d'un grand nombre de sources. Elles sont résumées dans deux livres essentiels : les Annals of Cullen de W. Crammond (1904) et les Church Annals of Cullen de W. Robertson (1938). Le premier traite principalement de la gouvernance civile et le second de la gouvernance catholique jusqu'au schisme de 1843. Cullen reçoit son statut de burgh royal entre 1153 et 1214 pendant les règnes de Malcolm IV et de Guillaume Ier. Il reçoit aussi ses chartes en 1455 de Jacques II. Le burgh a été aboli en 1975 par l'acte du gouvernement local d'Écosse de 1973.

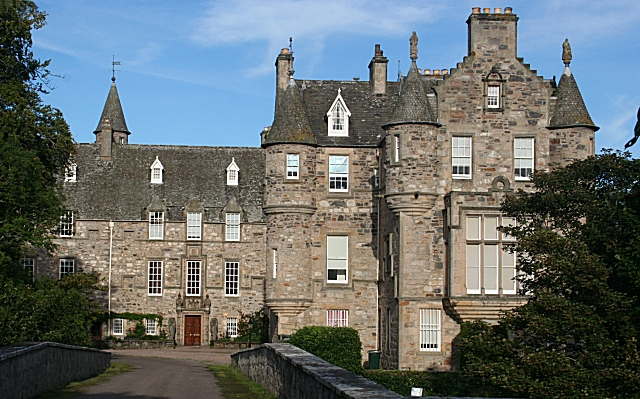
Maison de Cullen.

Écrivant entre 139 et 161, Ptolémée mentionne dans sa Géographie la rivière Celnius dans le Nord-Est de l'Écosse. William Forbes Skene et George Chalmers identifièrent tous deux la Celnius en tant que Cullen Burn. La première mention de Cullen dans l'histoire écossaise est en 962 lorsque Indulf Ier est tué par les Norvégiens (et/ou les Danois) à l'embouchure de la rivière Cullen connu sous le nom de bataille de Bauds. « Atween Coedlich and the sea, There lies Kings' sons three. » La légende raconte que dans les entourages, un roi écossais, un roi danois et un roi norvégien sont enterrés, marqués par trois rochers isolées à Cullen Bay, nommées les Three Kings (Trois Rois). Cependant, il est possible que ces rochers dérivent leur nom de la similarité entre Cullen et Culane (Cologne) comme dans la pièce médiévale The Three Kings of Culane.
Robert Burns passe la nuit dans la vieille ville de Cullen en 1787 pendant son tour des Highlands. Traversant d'ouest en est, il remarque que jusqu'à ce point, le pays est malheureusement pauvre et inexploité. La vieille ville de Cullen est démolie en 1822 et ce qu'il en reste se trouve près de la Maison de Cullen. C'est pendant le règne de James Ogilvy, 7e Earl de Findlater que des plans ont été commencés pour bouger la ville, mais ce n'est que lors du règne de son successeur Lewis Grant-Ogilvy, 5e Earl de Seafield que les plans ont été approuvés. La ville fut bougée de 800 m, à la fois pour moderniser celle-ci (les maisons de la vieille ville s'inondaient depuis la route en hauteur par temps de pluie) et pour fournir au Earl un plus grand isolement. La nouvelle ville est planifiée par George MacWilliam et construite entre 1820 et 1822. Le marché central en croix sur la place de la ville provient de la vieille ville. Pendant la construction de la nouvelle ville, il était temporairement érigé sur le sommet de l'ancien fort qui garde l'entrée du Cullen Burn, connu sous le nom de Castle Hill. Ceci résulte en l'aménagement actuel du village, un généreux croisement de deux rues majeures, Seafield Street et Grant Street, avec une place centrale et le Seatown pris en tenaille sur la fausse plage entre l'embouchure du Cullen Burn et du port. Dans l'aménagement précédent, le village était étendu le long de la route parallèle au Cullen Burn, passant de Cullen Hill à la maison de Cullen, le Seatown se trouvant à l'embouchure du Burn à l'endroit où les bateaux étaient portés jusqu'à la plage.
L'industrie de pêche se développe rapidement dans les années 1880 et le port est bondé de large bateaux de pêche, ouvrant ensuite la voie aux steam drifters au début du XXe siècle. L'industrie devient centralisée sur des ports plus larges, les bateaux deviennent de gros engins à diesel qui ne requièrent pas d'accès à la marée. Le chemin de fer ferme dans les années 1960, et la gare finit par être transformée en logement par décision du conseil.
La plus grande partie de la maison de Cullen date de 1543. Une aile est est ajoutée en 1711, et des modifications sont apportées par David Bryce en 1858. La Maison et les bâtiments du domaine sont convertis en 14 habitations en 1983 par Kit Martin. Avant l'utilisation de la maison de Cullen par les Earls de Seafield, le château de Findlater, maintenant en ruine, situé sur l'affleurement côtier approximativement 3 km à l'est, était la résidence du Earl.

## Caractéristiques
Le village a une très grande plage et un terrain de golf, et le bois de Crannoch qui offre de belles vues sur la zone. Le Bin of Cullen est une proche colline de 331 m avec un chemin pédestre.
Cullen est le cadre du roman romantique de Doris Davidson The Three Kings, nommé d'après les trois rochers à l'extrémité est de la plage de Cullen. L'écrivan local Simon Farquhar pose ses deux premières pièces, Candy Floss Kisses et Elevenses with Twiggy dans le village, qui ont été jouées par la BBC Radio 4. Samuel Johnson a moins de passion pour Cullen. D'après James Boswell, dans The Journal of a Tour to the Hebrides, les deux considéraient que Cullen a « une apparence confortable, bien qu'étant une très petite ville, et les maisons étaient pour la plupart de pauvre bâtisses ». Dr Johnson était aussi « dégouté par la vue des haddocks séchés en train de griller » qui étaient servis au petit-déjeuner, et refusait de les manger. Bien entendu, étant donné les avis généralement donnés si facilement par le Dr Johnson, c'est une remarque assez clémente.